# Mandariner

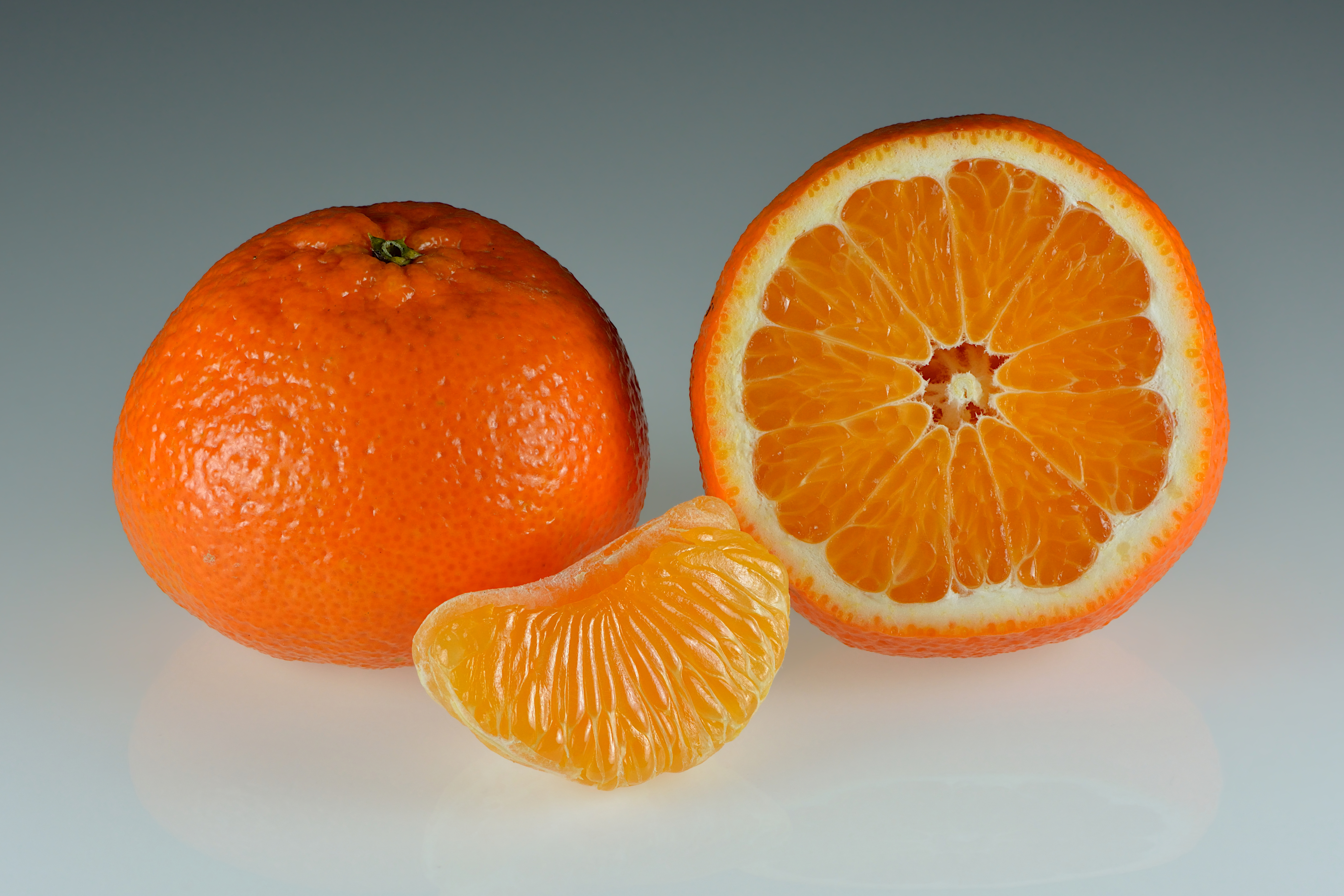
Mandariner

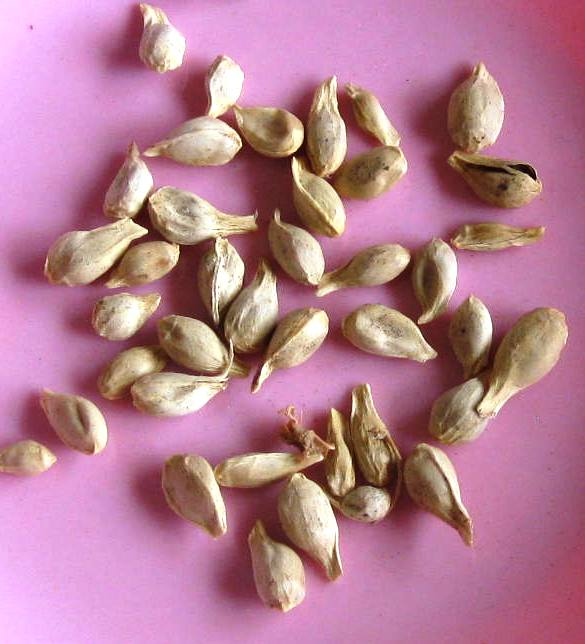
Llavors de mandariner

El mandariner (Citrus reticulata o Citrus nobilis) és un arbre conreat pel seu fruit, la mandarina. Pertany a la família dels cítrics o Rutaceae i al gènere Citrus. El formen diverses espècies, com ara les C. deliciosa, C. nobilis, C. reticulata, C. unshiu i C. reshni.
Cal esmentar com una variant especialment apreciada als Països Catalans la tangerina (Citrus × tangerina), més fina de pell i menys àcida que la mandarina habitual, i la clemenules.
Segons estudis genètics, la mandarina és una de les espècies cítriques originals, juntament a partir de les quals s'han desenvolupat totes les altres, sigui a través de la cria o de la hibridació natural, i és l'avantpassat de molts cultivars. Amb el poncem o naronja i el pomelo, és l'avantpassat dels híbrids més importants comercialment (com ara les taronges dolces i les amargants, l'aranja i moltes llimones i llimes). La mandarina també s'ha hibridat amb altres espècies cítriques, com la llima del desert i el kumquat. Tot i que la mandarina ancestral era amargant, la majoria de les soques de mandarina comercial  deriven d'una hibridació amb el pomelo, que els va fer donar un fruit dolç.
Fa uns 4.000 anys, probablement a la vall del riu Iang-Tsé, el pol·len d'un arbre de pummelo, l'espècie mare de l'aranja va pol·linizar un arbre de mandarines ancestrals, que eren incomestibles, i l'encreuament va donar origen a les varietats comestibles de mandarina. El nom fa referència al color dels vestits dels governants mandarins. La seva introducció com a conreu en el Mediterrani és relativament recent, a principi del segle xix. És un arbre baix, de 2 a 4 m d'alçària. Té fulles alternes, coriàcies i estretament el·líptiques, més estretes i allargades que el taronger i amb ales foliars rudimentàries. Presenta flors blanques, solitàries o en petits ramells axil·lars en grups de 3 o 4. La fruit, la mandarina, es presenta en hesperidi.

## Conreu
És més resistent al fred que el llimoner, però els fruits són igual de sensibles a les temperatures baixes. El vigor de l'arbre és bastant reduït.
Les feines de conreu són les habituals en fructicultura i en especial en cítrics que necessiten una atenció especial a l'adobament amb magnesi i estar molt atent al control de les nombroses plagues que els afecten, com ara els fongs del gènere Alternaria.
La collita és més primerenca que en els altres cítrics; algunes varietats ja han madurat quan la pell de la fruita encara és verda, però això ha fet que es cullin fruits massa verds sense qualitat i amb possible desprestigi i pèrdua de mercat.

## Varietats de mandarina
Llista de varietats:
- Satsumes: són les primerenques, es cullen al setembre, però encara que tinguin els fruits més grossos i sense llavors, es consideren de pitjor qualitat organolèptica. Exemple: les varietats Clausellina, Okitsu i Owari. Les Naartjie o nartjie tenen origen sud-africà.
- Clementines: més tardanes, es cullen de novembre a gener, de mida més petita, millors qualitats organolèptiques i amb llavors. Exemple: les varietats Clementina fina, Clemenules, Marisol i Oroval.
- Altres tipus: Híbrids: Nova, Fortune, Temple (híbrid amb C. sinensis), Orah, Orri (patentada el 2000[3]), etc.[4]
- Varietats ornamentals: per a ser usades en jardineria o com a planta en contenidor.

Un estudi confirmà que la varietat Dancy no té relació paternal o maternal respecte de la varietat Orri.